# Myrmecaelurus laetabilis
Myrmecaelurus laetabilis is een insect uit de familie van de mierenleeuwen (Myrmeleontidae), die tot de orde netvleugeligen (Neuroptera) behoort. 
Myrmecaelurus laetabilis is voor het eerst wetenschappelijk beschreven door Navás in 1934.